# Pascal Théophile
Pascal Théophile (né le 22 février 1970 à Pointe-à-Pitre) est un athlète français, spécialiste des épreuves de sprint.

## Biographie
Pascal Théophile est médaillé de bronze en finale du relais 4X 100 mètres des Jeux Méditerranéens de 1991 organisés à Athènes.
Il remporte le titre du 100 mètres lors des championnats de France 1996 à Bondoufle.
Il participe à l'épreuve du relais 4 × 100 m lors des Jeux olympiques de 1996. Qualifiée pour la finale, l'équipe de France ne termine pas l'épreuve pour mauvais passage de témoin. Sur 100 m, il est éliminé à ces mêmes Jeux au stade des quarts de finale.

### Palmarès national
- Championnats de France d'athlétisme :
  - vainqueur du 100 m en 1996.

### Record
| Épreuve | Performance | Lieu              | Date         |
| ------- | ----------- | ----------------- | ------------ |
| 100 m   | 10 s 21     | La Chaux-de-Fonds | 20 août 1995 |